# Resten af livet
Pour plus de détails, voir Fiche technique et Distribution.
Resten af livet est un film dramatique danois écrit et réalisé par Frelle Petersen et sorti en 2022. Ce long métrage est produit par Zentropa avec Jonas Bagger comme producteur.
Le film a reçu le prix Bodil du meilleur film danois lors de la cérémonie de remise des prix en mars 2023. 

## Synopsis
Maren et Egon vivent une vie paisible dans leur maison individuelle en pierre jaune et profitent de la vie avec leurs deux enfants adultes. Mais le voile se lève soudainement lorsqu'une tragédie insupportable frappe la famille. Chacun à leur manière, ils luttent contre le deuil et tentent de retrouver le chemin de la vie.

## Fiche technique
Sauf indication contraire, les informations mentionnées dans cette section peuvent être confirmées par la base de données cinématographiques IMDb,  présente dans la section « Liens externes ».
- Titre original : Resten af livet
- Réalisation : Frelle Petersen
- Scénario : Frelle Petersen
- Photographie :
- Montage :
- Musique :
- Production :
- Sociétés de production :
- Pays de production : Danemark
- Langue originale : danois
- Format : couleur
- Genre : drame
- Durée : 110 minutes
- Dates de sortie[3] :
  - Danemark : 7 juillet 2022

## Distribution
Sauf indication contraire, les informations mentionnées dans cette section peuvent être confirmées par la base de données cinématographiques IMDb,  présente dans la section « Liens externes ».
- Mette Munk Plum : Maren
- Jette Søndergaard : Line
- Lasse Lorenzen : Tobias (le fils)
- Ole Sorensen : Egon

## Récompenses et distinctions
Sauf indication contraire, les informations mentionnées dans cette section peuvent être confirmées par la base de données cinématographiques IMDb,  présente dans la section « Liens externes ».

### Récompenses
- Prix Bodil 2023 : Bodil du meilleur film danois

### Nominations
- Festival international du film de San Sebastián 2022 : Coquille d'or (meilleur film)
- Roberts 2023 :  
  - meilleur scénario
  - meilleure actrice (Jette Søndergaard)
  - meilleur acteur (Ole Sørensen)
  - meilleure photographie
  - meilleur montage
  - meilleure musique originale

- « Resten af livet » ((en) récompenses), sur l'Internet Movie Database (consulté le 12 août 2025)